# 1735 az irodalomban
Az 1735. év az irodalomban.

## Új művek

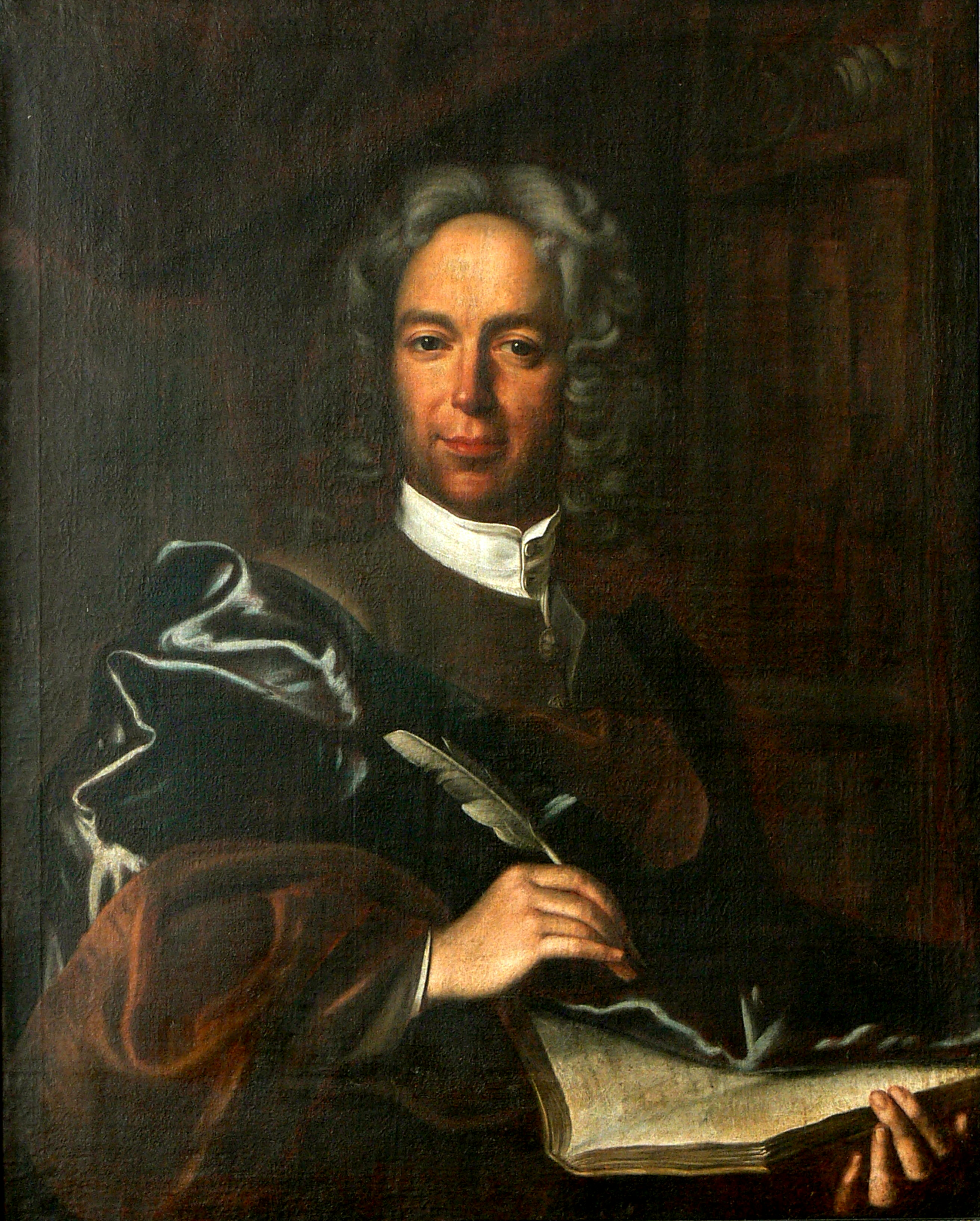
Bél Mátyás

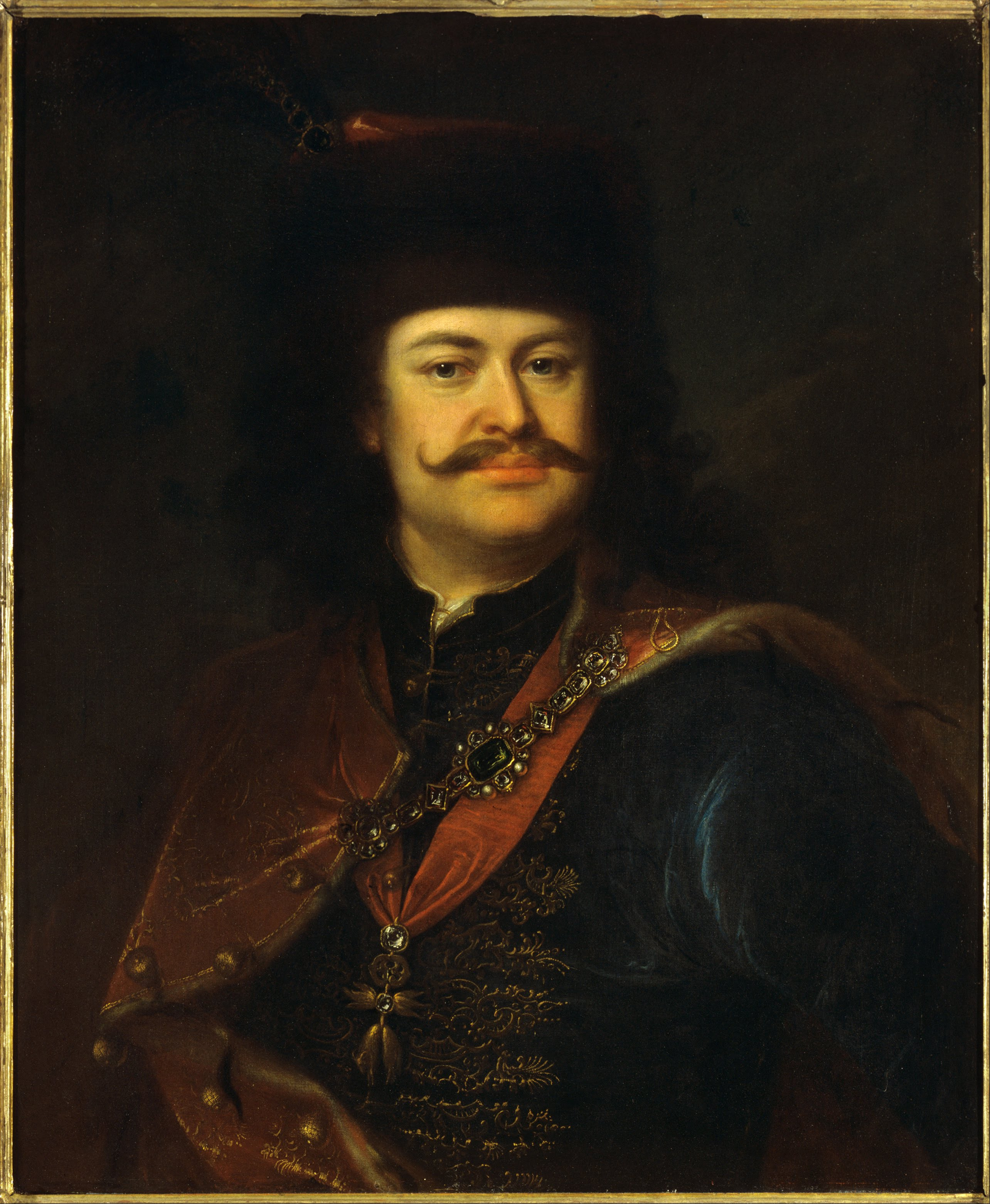
II. Rákóczi Ferenc

- Bél Mátyás fő műve: Notitiae Hungariae novae historico-geographica I–V. (Az újkori Magyarország történeti-földrajzi ismertetése) Bécs, 1735–1742. A kötetek a felvidéki megyék anyagát tartalmazzák; a többi rész kéziratban maradt.
- Megjelenik Alain René Lesage pikareszk regénye, a Gil Blas befejező része (az első könyv 1715-ben jelent meg).
- V. K. Tregyiakovszkij orosz szerző poétikai munkája: Новый и краткий способ к сложению стихов Российских (Az orosz versek készítésének új és rövid módja).

## Születések
- február 3. – Ignacy Krasicki lengyel költő és író († 1801)
- március 29. – Johann Karl August Musäus német író, filológus, népmesegyűjtő († 1787)
- április 11. – Báróczi Sándor királyi testőr, az ún. testőr-írók egyike († 1809)
- április 13. – Marko Pohlin szlovén nyelvész, író, fordító († 1801)

## Halálozások
- április 8. – II. Rákóczi Ferenc magyar főnemes, a Rákóczi-szabadságharc vezetője, erdélyi fejedelem. Emlékiratai irodalmi szempontból is kiemelkedő jelentőségűek (* 1676)